# 家有大貓
《家有大貓》是一款由家有大貓團隊製作，於2016年7月在集資平台進行群眾募資的獸人同性向戀愛遊戲。預計2017年底在Steam平台上架，正式於2017年11月13日發行。以台灣民間信仰、原住民文化作為題材，講述主角林天遼在一次普通的大學生活裡，被三位貓科神靈騷擾，展開了一場奇妙的冒險歷程。
續作《家有大貓：獨木不林》也已經在募資平台展開集資，預計登上Nintendo Switch跟PC平台，由Studio Klondike開發。

## 登場人物
配音員名單由配音統籌公布。
林天遼
本作主角。名字由來是一種植物木天蓼名稱的重組變形。乩童世家的繼承人，為了躲避繼承家業的壓力，而跑到台北讀書。
林虎（配音：陳幼文）
媽祖座前虎爺，主角老家供奉的虎爺，沒有名字，後由主角命名為林虎（林家的虎爺簡稱）。是主角帶到台北的小神像裡的分靈。由於時隔兩代家中難得出現可以通靈的孩子，對虎爺來說這是復興家族的徵兆，希望主角回去繼承家業。
李克勞（配音：張牙）
魯凱族的雲豹神靈，名字來源是魯凱語雲豹（Likulau）的音譯。聖地之主艾里里安的手下，因為一場原住民祭靈戲劇表演，發現主角的通靈能力，為了請他幫忙而將他開眼，希望能解決困擾霧台族人們的問題。
石虎──顏書齊（配音：何志威）
名字由來與台灣歷史相關。表面上是苗栗一間小土地公廟的石虎虎爺，之後前來拜託主角復興土地公廟，為求方便接觸而附身到主角熱舞社學長顏書齊身上。後來被揭穿是假冒虎爺的妖怪，而學長的魂魄早已被奪走。
藍道夫（配音：江志倫）
超級贊助者（贊助3萬金額方案）的個人角色之一。蜥蜴人，以畫家的身分在人類世界居住，為了取材，來到主角大學拜訪歷史系教授。
拉古（配音：黃天佑）
超級贊助者的個人角色之一。龍人，外型為西方龍的土地神，全名為拉古·拉龍特。
修諾司（配音：李世揚）
超級贊助者的個人角色之一。狐仙，是城隍的手下。與顏書齊有過節的神明。

## 遊戲內容與玩法
皆以台灣的文化、民間信仰、原住民文化為題材。
家有大貓
為長篇文字戀愛遊戲，依選項來增加各角色的好感度，來達成不同結局。
家有大貓：獨木不林
與前作類型不同，本作為角色扮演遊戲，為由上而下的透視圖（top-down perspective）3D圖像遊戲。玩家控制主角林天遼，跟著三位貓科神靈，在台北市中探索完成目標來推動故事進展。故事講述大學畢業沒多久，卻為工作苦惱，經過三貓幫助找到一間專門修繕鬼屋的建築公司職位，除了修復鬼屋，也要解決居住其中動物神靈們的問題。

## 製作
具製作團隊所說，最初想創造家有大貓這個作品，是因為國外獸文化發展蓬勃，而台灣這幾年獸文化也漸趨成熟，而想要試著挑戰製作一款跟台灣有關的遊戲，作為台灣自己獸文化產業發展的第一步。作者訪談也提到一旦正式完成開發，遊戲將可以免費下載，並以周邊來回收成本，並預計明年（2017年）暑假正式發行，並在2017年11月11日正式上架跟第三屆人外&獸人Only周邊販賣同時進行。2018年4月20日釋出付費DLC《天氣晴》跟語音包。
續作《家有大貓：獨木不林》是由新加坡公司Studio Klondike（前身為Team Nekojishi）進行獨立開發的，於募資平台Kickstarter發起群眾募資。最初募資原達標金額設定70,000新加坡幣（約50,000美金），從發出募資的2020年3月3日起至3月5日起，短短兩天便已達標。第1階段延伸募資於2020年3月12日發起，新增辯論切入（Debate Cut-ins）遊戲模式，募資金額為85,000新加坡幣（約60,000美金）。第2階段延伸募資，新增英文配音的方案，達標金額為150,000新加坡幣（約100,000美金）。最後的延伸集資方案，新增開頭動畫，募資金額為200,000新加坡幣（約140,000美金），到截止日期為止，總募資金額為163,539新加坡幣（約114,719美金）。

## 衍生作品
漫畫
- 四格劇場：在宣傳期間每週六推出的四格漫畫，由阿品作畫。2016年7月31日至2017年12月23日期間刊載，全64回。
- 乩身之戰：與臺北地方異聞工作室合作的漫畫，為文化部補助項目[16]，申請補助名稱為《說妖×家有大貓合作漫畫：乩身之戰》。由熊八繪製漫畫[17]，於尖端漫畫網站「漫畫之星」定期連載，全14話。

小說
改編小說《家有大貓：貓狗大戰》，由遊戲企劃、腳本Pache撰寫、獸人繪師雷邇負責插畫，增加兩隻新角色「犬妖」。
| 集數 | 尖端出版社     | 尖端出版社             |
| 集數 | 發售日期       | ISBN                   |
| ---- | -------------- | ---------------------- |
| 全   | 2017年11月14日 | ISBN 978-957-107-797-0 |

### 合作企劃
另一款台灣製作的戀愛冒險遊戲《東周列萌志》也成功完成集資，兩組團隊為了推廣，並藉由合作遊戲的形式增加曝光度，推出連載「推理小劇場」。
2019年與LGBT向手機遊戲《GYEE》開啟聯動企劃。

### 周邊
2019年開啟兩周年紀念林虎布偶的募資，已達標。

## 爭議
2020年3月，在續作《家有大貓：獨木不林》發起募資時，在PTT的討論版有網友爆料製作團隊無故裁員、拖欠美術人員薪水等爭議。而Studio Klondike則在官網發出聲明稿，對於社交網路引起的糾紛和指控作出解釋，這是官網聲明稿的引言：
最近我們注意到各種社群平台上的一些傳言。我們對這些言論高度重視，並希望能以公正、透明的態度回應問題。以下是我們針對其中一些內容的回應。（Recently we have taken notice of several statements and rumors on social media across our audiences on Weibo, Facebook, and Twitter. We have taken the time to collect them, and with full transparency, offer the facts that form our understanding of the situation.）。
4天後（3月11日），官方放出了前作《家有大貓》最初於FlyingV的募款資金流向公布審計結果跟總開銷報表，和前公司Orange Juice Dog的股份問題，以及一些法律訴訟的後續消息，這是官網聲明稿的引言：
Studio Klondike對於上海與台北橙汁狗公司的管理不當深表歉意，我們正進行最大努力提高管理層水平及設計新的工作流程，來避免類似事件的發生。我們盡所有努力解決已经发现的問題。從目前調查結果來看，我們没有遺漏為我們工作的繪師薪水，其他有薪水問題的員工則已經付款或是正在处理中。Studio Klondike團隊的每一位成員都在為下一款遊戲做最大的努力，希望大家能閱讀最新的下文，我們努力的讓各位了解最新的狀態與由衷希望獲得大家的信任。（Studio Klondike, apologises for any inconvenience caused by Orange Juice Dog Shanghai & Taipei for their poor management processes and is currently doing their best to resolve the mishandling of matters made by these companies as well as making changes to put in place new processes. We continue to make every effort to resolve all issues brought to our attention. From the results of current investigations, we have never left any artist working on our games unpaid. Other staff members who had payment concerns have either been paid or have their payments awaiting collection. From all of us at Studio Klondike who are hard at work on our next games, we hope you will read our update below. We endeavour to keep you up to date and dearly wish for your trust.）
2019年9月與《GYEE》的聯動企劃，因溝通失誤角色英文名稱拼寫錯誤，為表誠意將進行更緊密的合作，推出由家有大貓製作組創作的專屬劇情。2021年3月17日《GYEE》公布於2021年3月19日將三個角色的造型收回且移除，主要的原因是因為未經過授權且未能進行及時有效的溝通，後續將擁有該造型的蓋友們以「清涼兌換券X100」作為補償，直至雙方有關於新內容的意願和共同認知後，將重啟聯動企劃新內容的更新。
2021年3月22日，游戏发行商橙汁狗有限公司宣告倒闭。

## 外部連結
- 家有大貓官方網站 （页面存档备份，存于）
- 家有大貓的Facebook專頁
- 家有大貓的X（前Twitter）
- 家有大貓的Plurk專頁
- Studio Klondike官方網站 （页面存档备份，存于）